# Playing the Fool
Playing the Fool (в переводе с англ. — «изображая дурака») — девятый двойной концертный альбом британской рок-группы Gentle Giant, выпущенный лейблом Chrysalis Records в 1977 году.

## Список композиций
Все композиции сочинены Кери Минниаром, Дереком Шульманом и Реем Шульманом.
- Диск 1 - длительность звучания 41:44
  1. Just The Same 05:57
  2. Proclamation 05:18
  3. On Reflection 06:20
  4. Excerpts From Octopus 15:39
  5. Funny Ways 08:30

  - Proclamation [CD-ROM Track]
- Диск 2 - длительность звучания 36:25
  1. The Runaway 03:56
  2. Experience 05:36
  3. So Sincere 10:20
  4. Free Hand 07:40
  5. Sweet Georgia Brown (Breakdown In Brussels) 01:21
  6. Peel The Paint / I Lost My Head 07:32

Список композиций и длительности звучания различались в разных выпусках альбома. Здесь приведены данные для юбилейного издания в честь 35-летия группы.

## Участники записи
На обложке альбома используемые инструменты не указаны.
- Гэри Грин — электрогитара, акустическая гитара, двенадцатиструнная гитара, блок-флейты, вокал, перкуссия
- Кери Минниар — клавишные, виолончель, вибрафон, блок-флейта тенор, вокал, перкуссия
- Дерек Шульман — вокал, альт-саксофон, блок-флейта, бас-гитара, перкуссия
- Рей Шульман — бас-гитара, скрипка, акустическая гитара, блок-флейта, труба, вокал, перкуссия
- Джон Уэзерс — барабаны, вибрафон, тамбурин, вокал, перкуссия